# Nina Kuscsik
Nina Kuscsik (* 2. Januar 1939 in Brooklyn, New York City, New York; † 8. Juni 2025 in Huntington, New York) war eine US-amerikanische Pionierin des Marathonlaufs für Frauen.

## Leben und Wirken
1967 begann Kuscsik mit dem Laufsport. Da Frauen damals durch Verbandsvorschriften die Teilnahme an Langstreckenläufen verwehrt war, lief sie 1969 unangemeldet beim Boston-Marathon mit und brauchte 3:46 Stunden für die Strecke.
Bei weiteren inoffiziellen Starts im darauffolgenden Jahr kam sie in Boston in 3:12:16 h und beim Yonkers-Marathon in 3:16:02 h ins Ziel. Im September war sie die einzige weibliche Teilnehmerin bei der Premiere des New-York-City-Marathons, war aber gesundheitlich angeschlagen und erreichte das Ziel nicht. Im Oktober hielt der Road Runners Club of America eine vereinsinterne Meisterschaft ab, bei der auch Frauen zugelassen waren. Kuscsik wurde Zweite mit einer Zeit von 3:15:07 h, hinter Sara Mae Berman.
1971 lief sie zum dritten Mal inoffiziell in Boston und verbesserte sich auf 3:09:00 h. Bei der zweiten Austragung des New-York-City-Marathons wurde zum ersten Mal in einem Wettkampf von Frauen die Drei-Stunden-Marke unterboten; jedoch musste sich Kuscsik als Zweite in 2:56:04 h der Inhaberin der Weltbestzeit Beth Bonner geschlagen geben, die in 2:55:22 h triumphierte.
1972 wurden in Boston erstmals Frauen zugelassen. Kuscsik siegte in 3:10:26 h und hatte in diesem Jahr auch in New York City die Nase vorn. 1973 wurde sie in Boston Zweite und siegte erneut in New York City. 1974 wurde sie Fünfte bei der Premiere der US-Marathon-Meisterschaft für Frauen und Dritte in Boston. Bei dem von Ernst van Aaken eigens für Frauen organisierten Internationalen Marathon in Waldniel belegte sie den achten Rang. 1976 wurde sie beim erstmals als Stadtlauf ausgetragenen New-York-City-Marathon Siebte. 1977 wurde sie Dritte der US-Meisterschaft mit ihrer persönlichen Bestzeit von 2:50:22 h, stellte am 5. November in New York City mit 6:35:53 h einen US-Rekord über 50 Meilen (80,5 km) auf und wurde Vierte beim Honolulu-Marathon.
In den folgenden Jahren wandte sie sich dem Radsport und dem Treppenlauf zu. Von 1979 bis 1981 siegte sie dreimal in Folge beim Empire State Building Run-Up.
1999 wurde sie in die National Distance Running Hall of Fame aufgenommen.
Nina Kuscsik war Krankenschwester und arbeitete als Patientenberaterin im Mount Sinai Medical Center in New York City. Sie verfasste zahlreiche Artikel zum Frauenlaufsport für Fach- und Fitnesszeitschriften; außerdem war sie maßgeblich daran beteiligt, die offiziellen Verbandsregeln zu ändern, um Frauen die gleichberechtigte Teilnahme an Langstreckenläufen zu ermöglichen und den Frauenmarathon zu einer olympischen Disziplin zu machen. Sie war Mitglied in verschiedenen Komitees für den Langstreckenlauf von USA Track & Field und gehörte zum Vorstand der New York Road Runners. Die geschiedene Mutter von drei Kindern lebte zuletzt in Huntington.
Kuscsik starb am 8. Juni 2025 im Alter von 86 Jahren.